# 本名
本名或真名，是指一个人真實、正式的全部姓名，此名字一般會被登記於政府文書，故会出现在本人身分识別，比如身分证、護照等各式正式文件上。與出生名差異為本名可隨本人變動，像改名、收養、冠姓以及夫姓、歸化外國籍等。
相对于本名，还可能出现譜名、乳名、訓名、表字、別号、戒名、齋名、笔名、艺名、代号、绰号、化名等代替本名的称呼。如曹操乳名「吉利」，小字「阿瞞」；蔣中正譜名「周泰」；鄧小平訓名「希賢」；毛澤東表字「潤之」；李白別号「青莲居士」；劉德華戒名「慧果」；梁啟超齋名「飲冰室」；周树人笔名「鲁迅」；蔡依林是「蔡依翎」的艺名；第一夫人一般是「国家元首之妻」的代号；黃興化名「今村長藏」等。
中國古代把君主、尊長的本名，叫做諱。不得冒犯，也不可以使用相同的字，否則可能會觸犯大不敬之罪，故必須避諱。但乳名、字號等等則通常不在此限。
有時，也可用「原名」，泛指改名或翻譯之前人、事、物本來的名稱，並不像本名侷限在人名上。人名來說，原名較常用作一個人正式更改名字前的本名。

## 註解
1. ↑  《教育部重編國語辭典修訂本》：「本名，登記在戶籍上的姓名。如：『辦理戶籍登記時，必須使用本名。』」
2. ↑  《教育部重編國語辭典修訂本》：「原名，本來的名稱。如：『電影亂世佳人的原名為Gone with The Wind，也就是根據小說飄改編而成。』」